# Cardiochiles ceylonicus
Cardiochiles ceylonicus är en stekelart som beskrevs av Günther Enderlein 1906. Cardiochiles ceylonicus ingår i släktet Cardiochiles och familjen bracksteklar. Inga underarter finns listade.